# كرزيستوف فرانكوفسكي
كرزيستوف فرانكوفسكي (بالبولندية: Krzysztof Frankowski)‏ (24 أغسطس 1959 في بولندا - ) هو لاعب كرة قدم بولندي في مركز الدفاع. شارك مع منتخب بولندا لكرة القدم. أما مع النوادي، فقد لعب مع نادي لوهافر ونادي نانت وStal Mielec ‏ ونادي لوهافر الرياضي ‏.

## وصلات خارجية
- كرزيستوف فرانكوفسكي على موقع قاعدة بيانات كرة القدم.إي يو (الإنجليزية)
- كرزيستوف فرانكوفسكي على موقع عالم كرة القدم.نت (الإنجليزية)